# Страхиња Гавриловић
Страхиња Гавриловић (Крагујевац, 5. април 1993) српски је кошаркаш. Игра на позицији крилног центра, а тренутно наступа за Игокеу.

## Каријера
Гавриловић је играо у млађим категоријама крагујевачког Радничког. Последњу годину средње школе завршио је у Америци, на Рок академији у Сан Дијегу. Уследила је стипендија Универзитета Јужне Калифорније, па је провео наредне четири године играјући за Тројанце. Први професионални ангажман потписао је 2016. са екипом Динамика.
На позив тренера Мирослава Николића који га је тренирао у Динамику, Гавриловић у септембру 2017. прелази у Партизан са којим потписује трогодишњи уговор. Као играч Партизана у сезони 2017/18. осваја Куп Радивоја Кораћа. И док је у сезони 2017/18. имао одређену минутажу и улогу у тиму, на почетку сезоне 2018/19. је мало играо па је 25. децембра 2018. договорио раскид сарадње са клубом.. Гавриловић је у сезони 2018/19. наступио на само четири утакмице у Јадранској лиги (укупно 23 минута), односно још пет мечева у Еврокупу (укупно 42 минута). Од доласка Андрее Тринкијерија на клупу црно-белих убележио је само три наступа у ограниченој минутажи.
Два дана након раскида уговора са Партизаном, Гавриловић потписује уговор са Борцем из Чачка до краја сезоне 2018/19. Наступајући за Борац у Кошаркашкој лиги Србије је у просеку бележио 10,5 поена по утакмици уз 4,7 ухваћених лопти, док је Другој Јадранској лиги бележио просечно 12 поена у просеку уз 3,3 скока. Почетком новембра 2019. је потписао уговор са шпанским друголигашем Бреоганом.

## Успеси

### Клупски
- Партизан:
  - Куп Радивоја Кораћа (1): 2018.